# Zsitvabesenyő
Zsitvabesenyő (szlovákul Bešeňov) község Szlovákiában, a Nyitrai kerületben, az Érsekújvári járásban.

## Fekvése
Érsekújvártól 14 km-re északkeletre, a Zsitva bal partján fekszik.

## Élővilága

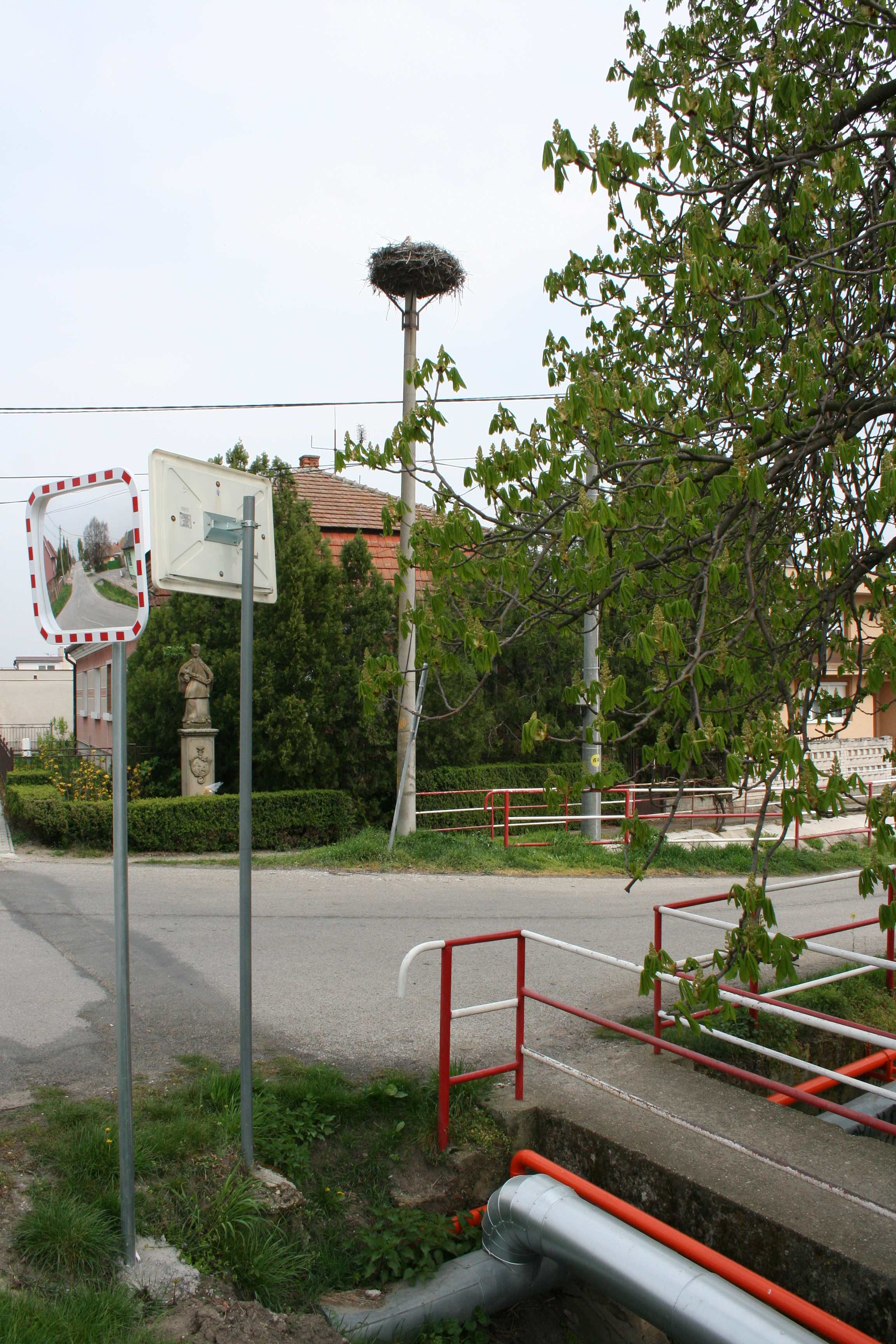
2014
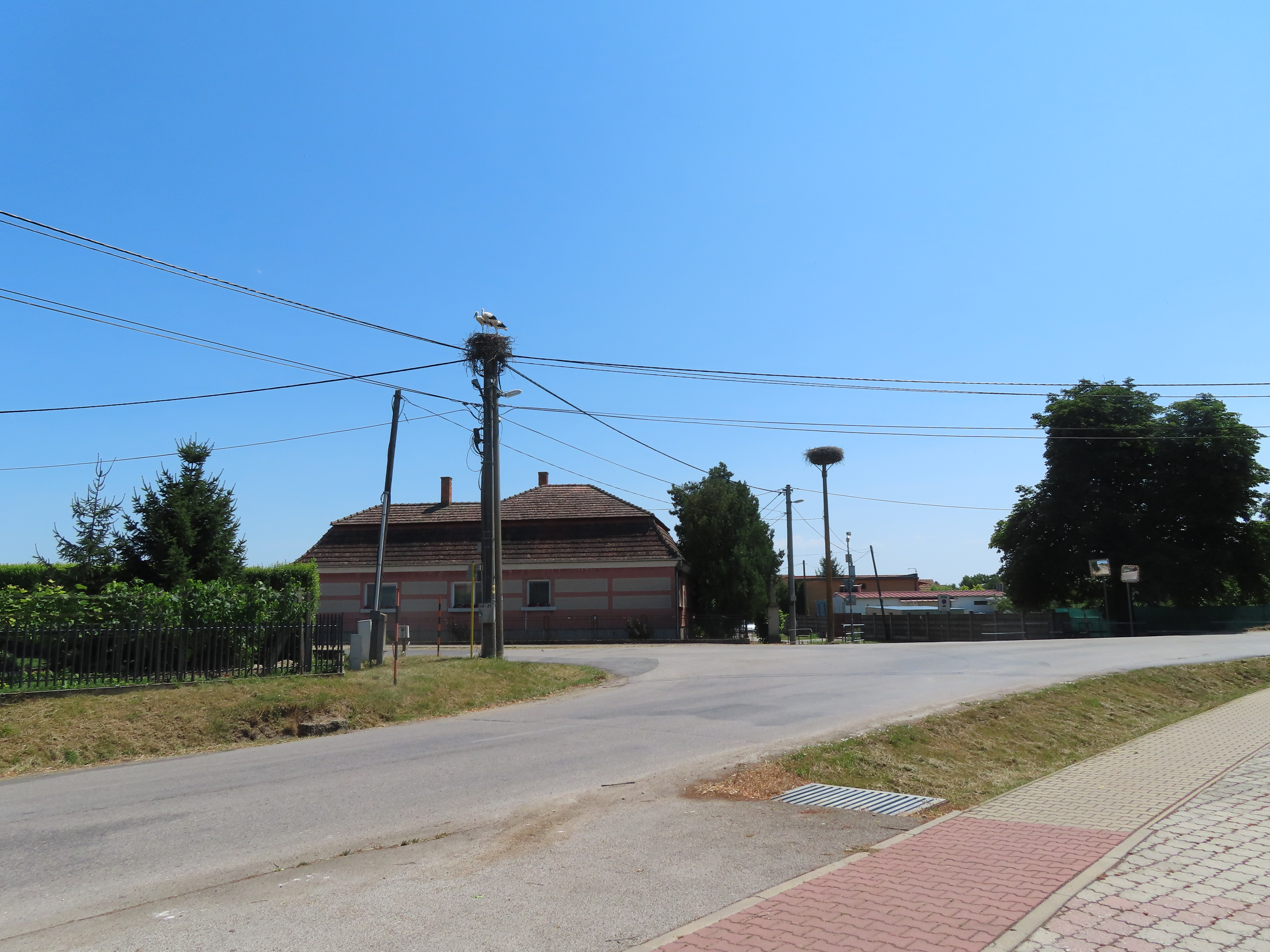
2023
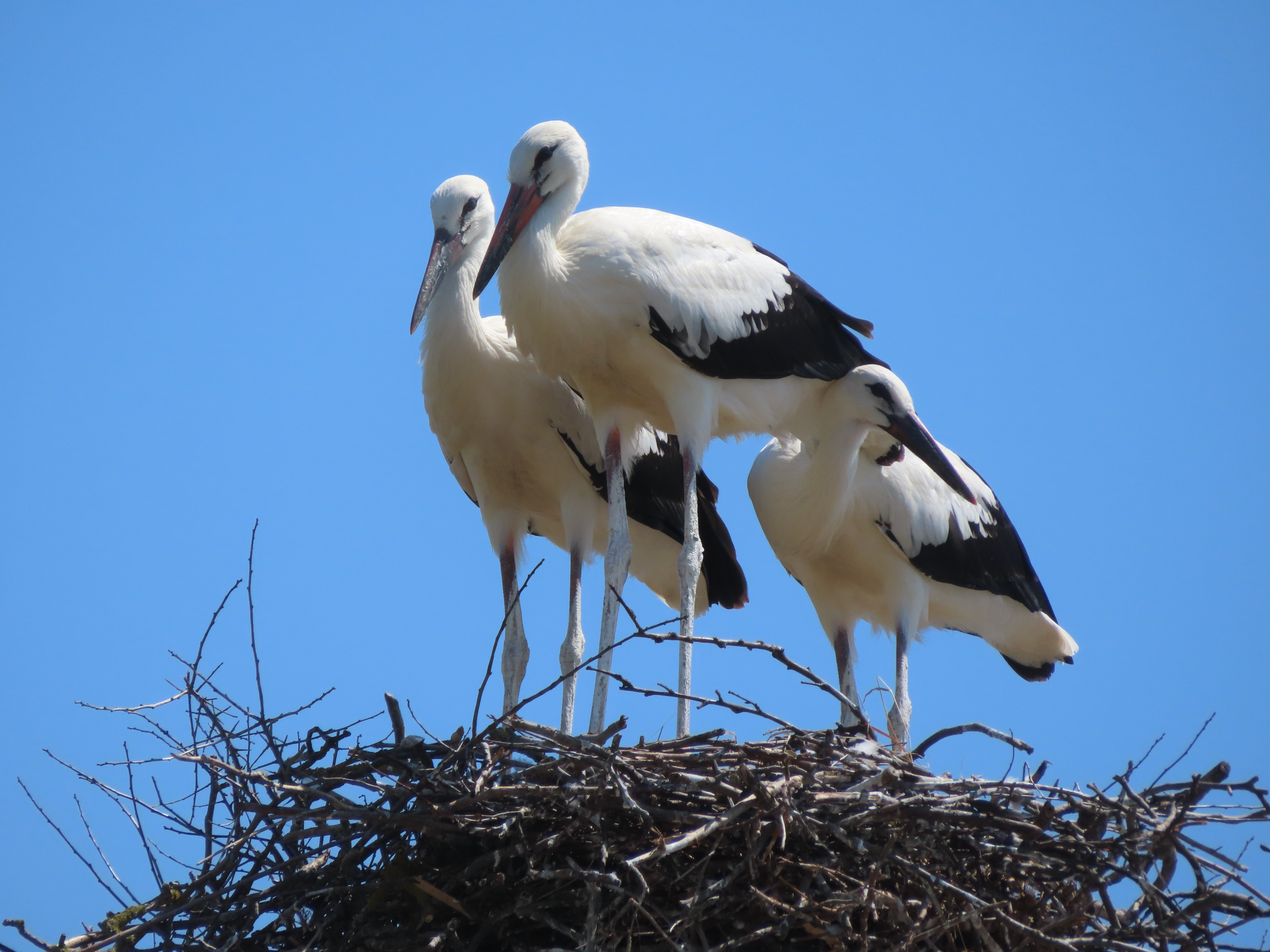

Zsitvabesenyőn egy gólyafészket tartanak nyilván. 2013-ban 3 fiókát számoltak össze.

## Története
A régészeti leletek tanúsága szerint területén már az újkőkorban is éltek emberek. A vonaldíszes kerámia zselízi csoportjának települését találták itt meg. Bronzkori, hallstatt- és latén kori település és sírok is előkerültek. Az 1. és a 4. század közötti időszakban kvád település lehetett itt. A népvándorlás korában, az 5. században rövid időszakra keleti gótok telepedtek le. A népvándorlás korából hamvasztásos és csontvázas sírok, a 9. századból településmaradványok és mindkét rítusú temetkezések is előkerültek a határában. Az 1942-ben, illetve 1949-1950-ben feltárt 10-12. századi temető területén 8-9. századi avar sírok is előkerültek. A feltárt leletanyag egy része Érsekújvár bombázása során megsemmisült.
A község nevéből következtethetően királyaink határőrző besenyőket telepítettek le ezen helyen. A települést 1075-ben, I. Géza királynak a garamszentbenedeki bencés apátságot megalapító oklevelében királyi udvarnokok településeként említik először, "Villa Hudwordiensium Bissenorum" alakban. 1209-ben "Bescene", 1214-ben "Beseneu", 1262-ben "Besseneu" alakban említik a korabeli forrásokban. A garamszentbenedeki apátság birtoka. 1330-ban a birtok egy részét az apát a gímesi váruradalomnak adta bérbe. 1345-ben az Ohaji család fegyveresen támadt a monostor birtokára és a helyi jobbágyokat megverték, állataikat leölték. 1395-ben az egész birtok visszakerült az apátság birtokába, majd annak megszűnésekor, 1565-ben az esztergomi káptalané lett. 1608-ban a falu a töröknek adózott. 1601-ben 17 ház állt a településen. 1720-ban 34 adózója volt. 1828-ban 143 házában 1005 lakos élt, akik főként mezőgazdaságból éltek. Fogyasztási szövetkezetét 1907-ben alapították.
Vályi András szerint "BESENYŐ. Elegyes magyar falu Bars Vármegyében, birtokosa az Esztergomi Káptalanbéli Uraság, lakosai katolikusok, határbéli földgyei, és réttyei kiváltképen jók, legelője elég, gyümöltsös kertyei, káposztássai, szőlő hegyei jók, kereskedésre módgya Matóthon, ’s Kis Tapolcsánban, és a’ Dunán; de mivel fája nints, ambár sok nádgya van, második Osztálybéli."
Fényes Elek szerint "Besenyő, magyar falu, Bars vármegyében, a Zsitva mellett, Komárom vmegye szélén: 1019 kath. lak. Kath. paroch. templom. Sok fekete agyagos földekkel, tágas legelővel s rétekkel bir; de fája kevés. Marhát nevel. Gyümölcsöt és hires káposztát termeszt. F. u. az esztergomi káptalan. Ut. post. Érsekujvár."
Bars vármegye monográfiája szerint "Besenyő, zsitvavölgyi magyar kisközség, róm. kath. vallású lakosokkal. Ősrégi besenyő-telep, mely a pápai tizedszedők lajstromában is szerepel. 1272-ben is találunk róla okleveles említést. 1395-ben Barachkai János a birtokosa, a ki a szt.-benedeki apátságnak hagyományozza. Ekkor a község neve Bessenew alakban fordul elő. 1565-ben Miksa király új donácziót ad reá az esztergomi káptalannak. A török dúlások alatt e község is sokat szenvedett, az 1657-iki összeírásban hét elpusztult telekkel szerepel. A török világ emlékét őrzi „Törökdomb” nevű dülője is. Gyács-legelő és Domány-földek nevű dülői is bizonyos jelentőséggel látszanak bírni. Birtokosa mindvégig az esztergomi káptalan volt, melynek itt ma is van birtoka. Katholikus temploma 1745-ben épült és 1809-ben átalakíttatott. E község alatt lép a Zsitva Komárom vármegyébe. Lakosainak száma 1539. Saját postája van, távirója és vasúti állomása Zsitva-Födémes. Ide tartozik Nagyvölgy puszta is."
A trianoni békeszerződésig Bars vármegye Verebélyi járásához tartozott. A háború után a falu híres volt lótenyésztéséről. 1938 és 1945 között újra Magyarország része volt. A második világháború utáni években a csehszlovák nemzetállam kialakítására irányuló intézkedések következtében a községből 24 családot, összesen 115 személyt Magyarországra toloncoltak, többségüket Tolna megyébe.
Termelőszövetkezetét 1950-ben alapították, főként zöldségtermesztésre szakosodott. 2006-ban elballagtak utolsó felső tagozatosai. A faluból Hegedűs Lajos nyelvjárási gyűjtésében találhatóak felvételek.

## Népessége
| Év:            | 1994. | 2004.   | 2014.   | 2024.   |
| -------------- | ----- | ------- | ------- | ------- |
| Emberek száma: | 1813  | 1721    | 1662    | 1551    |
| Eltérés:       |       | -5,07 % | -3,42 % | -6,67 % |

| Év:            | 2023. | 2024.   |
| -------------- | ----- | ------- |
| Emberek száma: | 1569  | 1551    |
| Eltérés:       |       | -1,14 % |

| Év   | Fő |
| ---- | --- |
| 1880 | 1321 lakosából 1237 magyar és 43 szlovák anyanyelvű volt.                                                                                       |
| 1890 | 1423 lakosából 1365 magyar, 51 szlovák és 7 német anyanyelvű volt.                                                                              |
| 1900 | 1539 lakosából 1414 magyar és 117 szlovák anyanyelvű volt.                                                                                      |
| 1910 | 1545 lakosából 1444 magyar, 100 szlovák és 1 német anyanyelvű volt. Ebből 1523 római katolikus, 21 izraelita és 1 református vallású volt.      |
| 1921 | 1569 lakosából 1477 magyar és 88 csehszlovák volt.                                                                                              |
| 1930 | 1620 lakosából 1454 magyar, 152 csehszlovák, 4 zsidó és 10 állampolgárság nélküli volt. Ebből 1611 római katolikus és 9 izraelita vallású volt. |
| 1941 | 1644 lakosából 1638 magyar és 6 szlovák volt.                                                                                                   |
| 1970 | 2127 lakosából 1732 magyar és 386 szlovák volt.                                                                                                 |
| 1980 | 2086 lakosából 1695 magyar és 380 szlovák volt.                                                                                                 |
| 1991 | 1877 lakosából 1531 magyar és 337 szlovák volt.                                                                                                 |
| 2001 | 1723 lakosából 1380 magyar és 337 szlovák volt. Magyar iskolája halódik.                                                                        |
| 2011 | 1695 lakosából 1205 magyar és 467 szlovák. Ebből 1346 magyar és 323 szlovák anyanyelvű.                                                         |
| 2021 | 1621 lakosából 1103 (+61), 496 (+43) szlovák, (+1) cigány, 6 (+6) egyéb és 16 ismeretlen nemzetiségű volt.                                      |

## Neves személyek
- Itt élt Kecskés Mária bábművész.
- Itt kezdte pályafutását Jozef Barmoš labdarúgó.
- Ásatott itt többek között Szőke Béla, Nevizánszky Gábor és Milan Hanuliak is.

## Nevezetességei

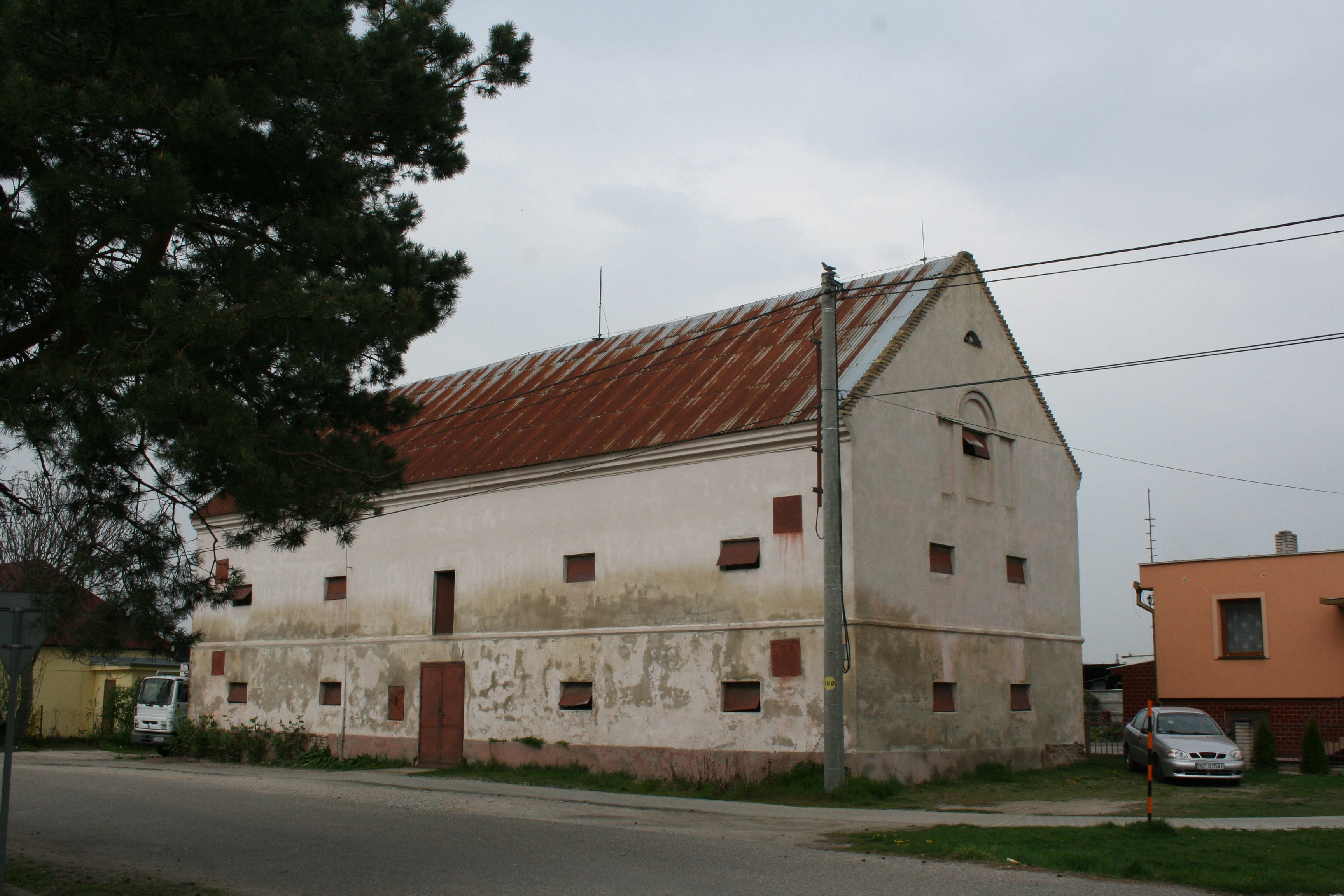
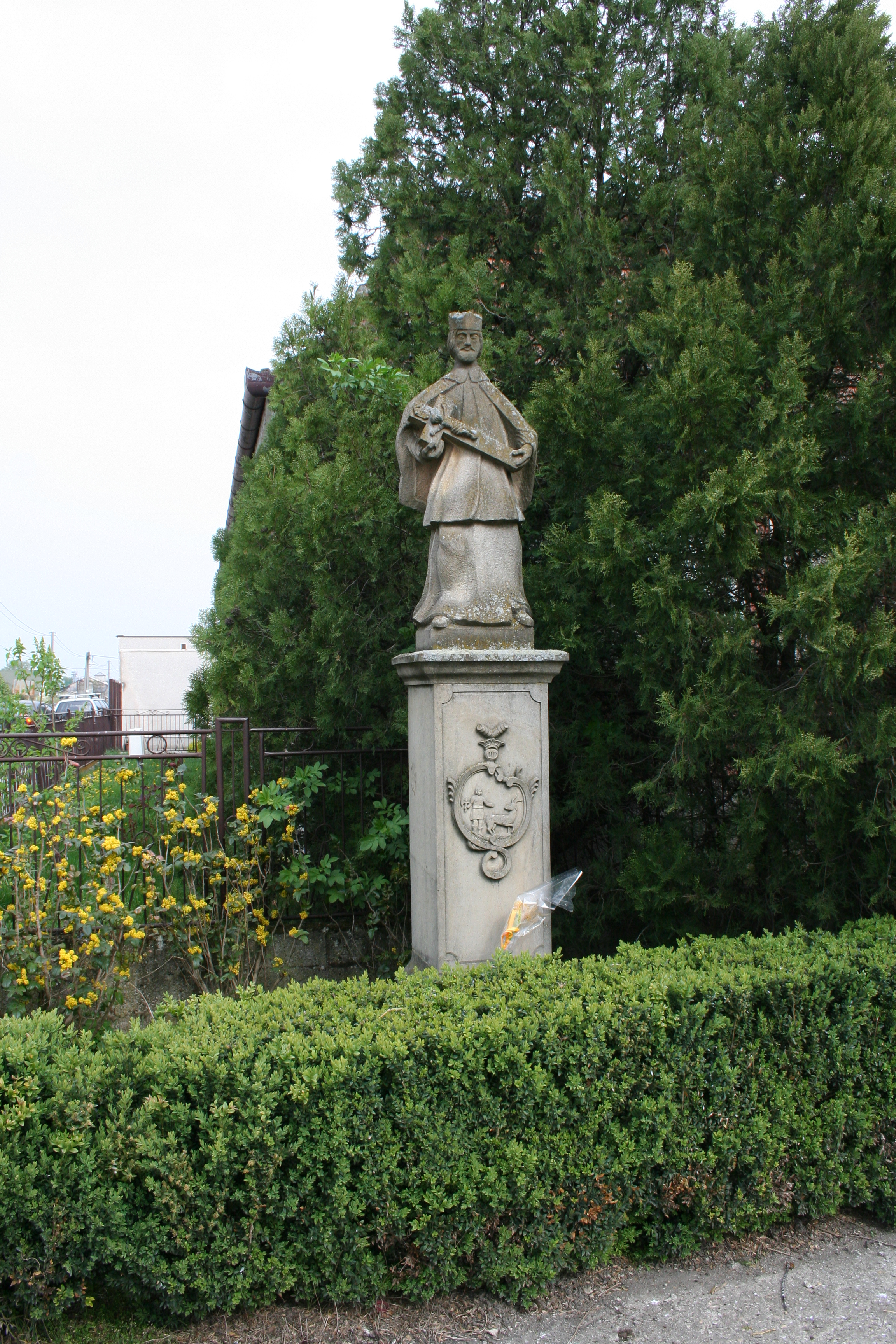
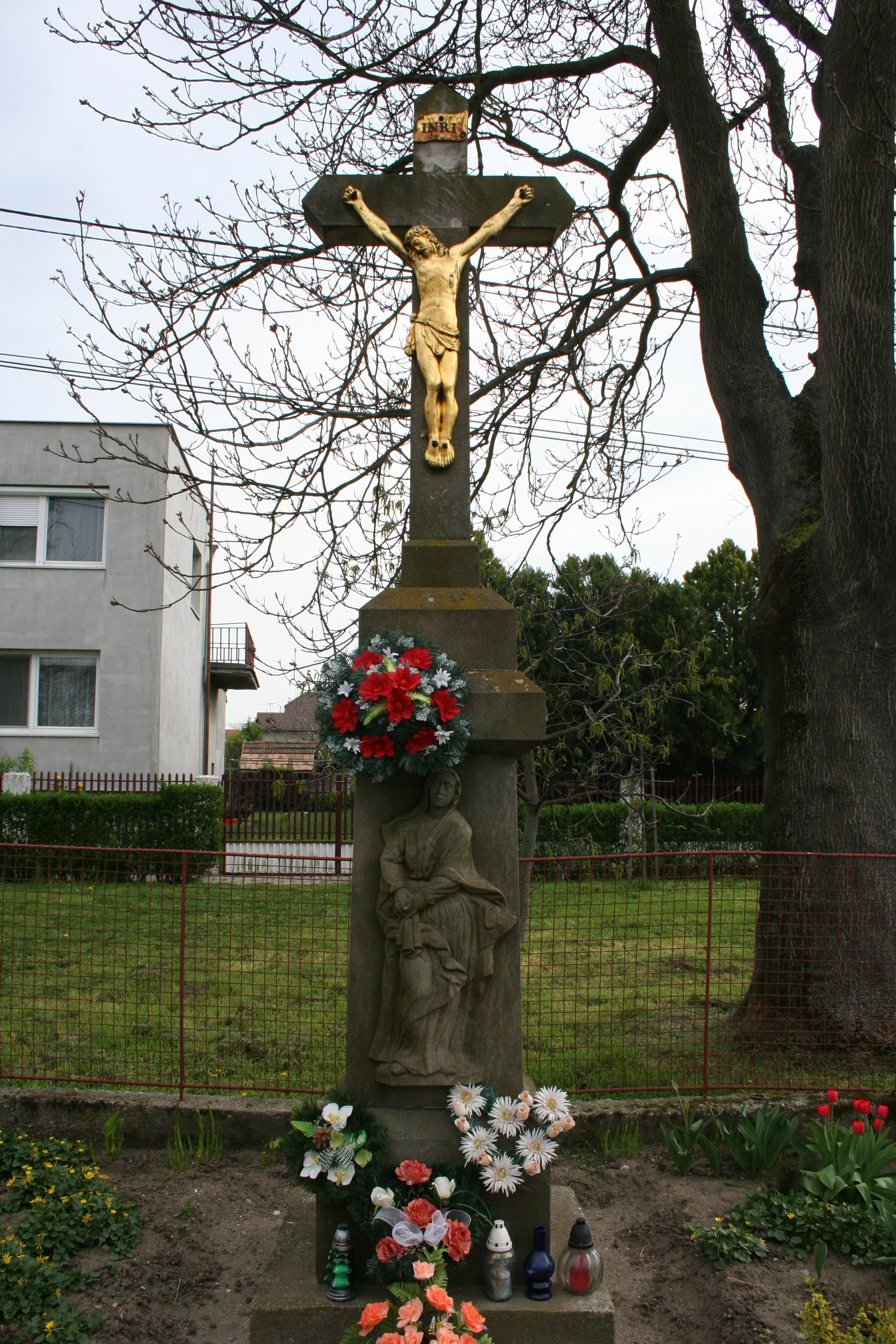
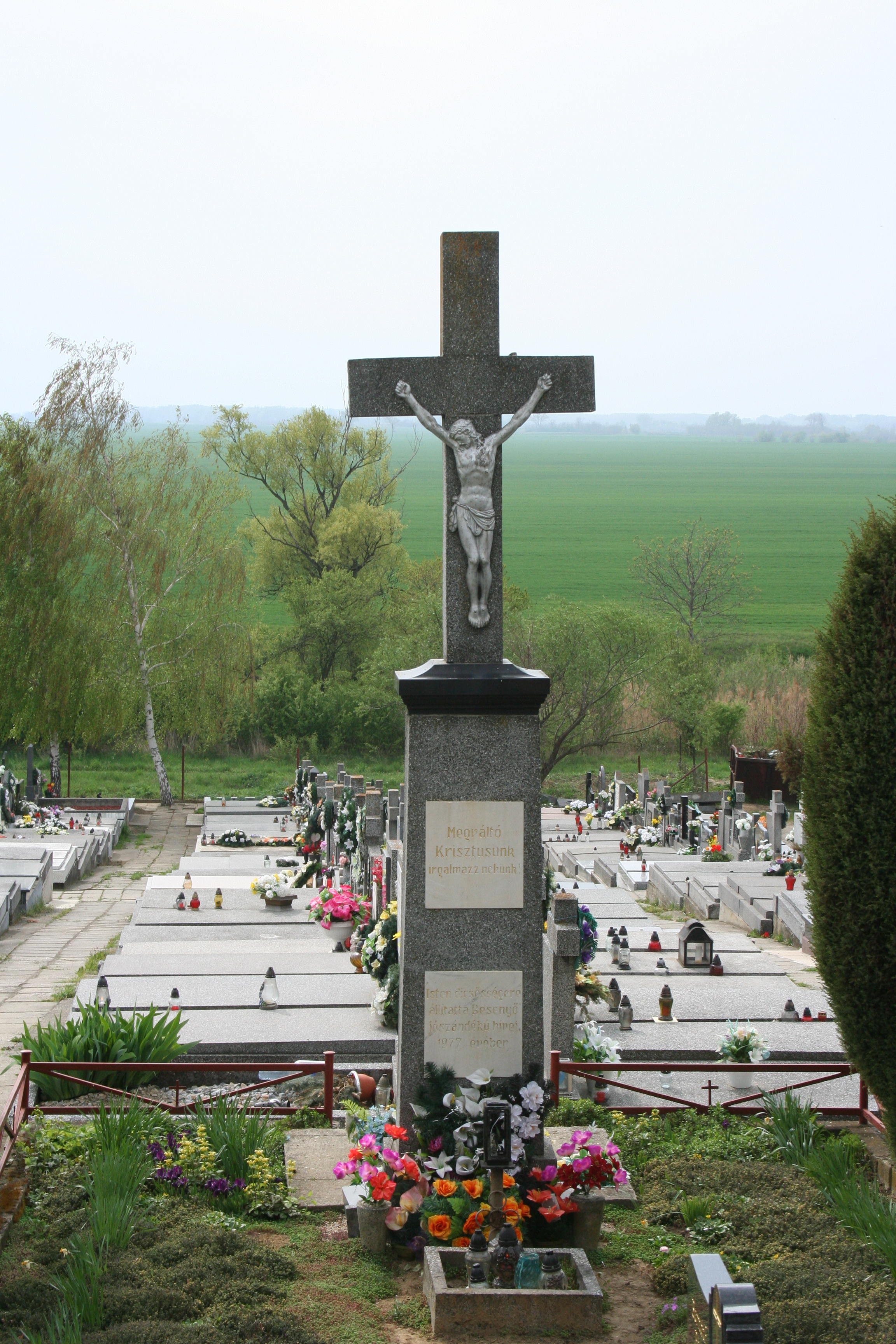

- Római katolikus temploma 1745-ben épült barokk stílusban, 1809-ben klasszicista stílusban építették át. 1985-ben tornyára új kereszt került.
- Szűz Mária kápolnáját 2000-ben szentelték fel.
- A második világháború utáni években kitelepített magyar családok tiszteletére 2013-ban emlékművet emeltek a templomkertben. Az emlékmű Smidt Róbert fafaragóművész alkotása.

## Külső hivatkozások
- Hivatalos oldal
- E-obce.sk Archiválva 2008. szeptember 25-i dátummal a Wayback Machine-ben
- Községinfó
- Zsitvabesenyő Szlovákia térképén[halott link]